# Fomalhaut C
Fomalhaut C (auch LP 876-10) ist ein Roter Zwerg der Spektralklasse M in einer Entfernung von etwa 25 Lichtjahren. Er bildet zusammen mit Fomalhaut A und TW Piscis Austrini (Fomalhaut B) ein Mehrfachsternsystem.

## Eigenschaften
Dass der Stern gravitativ an Fomalhaut A gebunden ist, war schon lange vermutet worden, konnte aber erst in kürzerer Zeit bestätigt werden. Der Stern befindet sich nicht im Sternbild Südlicher Fisch wie die beiden anderen Sterne des Systems, sondern im Sternbild Wassermann.
Ein Umlauf des Sterns dauert aufgrund der großen Distanz zu Fomalhaut A etwa 20 Millionen Jahre.